# Нижньочерекулево
Нижньочереку́лево (рос. Нижнечерекулево, башк. Түбәнге Сереккүл) — село у складі Ілішевського району Башкортостану, Росія. Адміністративний центр Черекулевської сільської ради.
Населення — 573 особи (2010; 558 у 2002).
Національний склад:
- башкири — 96 %